# María Luján
María del Mar Luján Suárez, más conocida como María Luján (Telde, 21 de noviembre de 1988)es una exjugadora española de balonmano que jugó de central y militó en el Rocasa Gran Canaria, además de la selección española de balonmano.

## Trayectoria
4 veces campeona de España en categorías inferiores(ganó todas las ediciones durante sus temporadas como cadete y juvenil), participó con las selecciones formativas españolas en más de 86 partidosanotando 502 tantos. Ostenta el récord de máxima goleadora de la selección juvenil, con 269 tantos y la tercera máxima anotadora de la selección júnior con 233 tantos (en 30 partidos), tras Marta López (266 en 47 encuentros) y Lara González (237 en 43 internacionalidades). A pesar de su extraordinario desempeño en las categorías inferiores nunca fue llamada a la selección absoluta ni por Jorge Dueñas ni por Carlos Viver.
Con la selección española júnior se proclamó subcampeona de Europa en el europeo de la categoría de Turquía 2007 y consiguió el cuarto puesto en el mundial del mismo año, celebrado en Macedonia, en la primera vez que una selección nacional llegaba a las semifinales del torneo mundial.

### Clubes
La imagen más reconocible de María Luján es con el número 3 del Rocasa Gran Canaria pero también jugó en el Mar Alicante y en el balonmano Zuazo.
Comenzó su carrera deportiva en el conjunto canario pero se mudó en 2006 al Mar Alicante, dónde coincidió con su hermana Gemma Luján y con otras históricas del balonmano español como Isa Ortuño, Carmen Martín, Maru Sanchez o Bea Fernández. 
Dirigiendo desde el central al equipo del barrio de Remudas consiguió alzarse con los tres primeros títulos del conjunto canario, las dos Copas de la Reina que tiene en sus vitrinas y el primer título europeo: La EHF Challenge Cup, al imponerse en los dos partidos de la final al Kastamonu B. Genclik SK turco.Destacable la actuación de María Luján en la segunda Copa de la Reina, en la que guió a su equipo ante el Bera Bera, lo que le valió el MVP del torneo, además de marcar 26 goles en los tres partidos de la final.
En la 2017/18, Luján fichó por el balonmano Zuazo, en un movimiento no exento de polémica y que reforzó al conjunto vasco, situándolo en la órbita de conseguir el título de Liga. Coincidió con la llegada de Ana Temprano y donde trabajó a las órdenes de Juanjo González, con la pivote Ainhoa Hernández o Patricia Elorza como compañeras.
En la temporada 2018/19 María quedó cortada de su anterior equipo, el balonmano Zuazo y abandonó la práctica deportiva.
- -2006: Rocasa Gran Canaria ACE
- 2006-09: Mar Alicante
- 2009-18: Rocasa Gran Canaria
- 2018-19: Balonmano Zuazo

## Títulos y reconocimientos
- 1 x EHF Challenge Cup (2016)[16]
- 2 x Copa de la Reina (2015, 2017)[17][18]

### Reconocimientos individuales
- 7 ideal Copa de la Reina (2014)[19]
- 7 ideal División de Honor de Balonmano (2014/15 y 2015/16)[20][21]
- MVP Campeonato de Europa júnior y mejor central (2007)[22]

## Vida
Fisioterapeuta de profesión, en 2020 regresó al Rocasa para ejercer su labor terapéutica con las jugadoras canarias.Su hermana gemela Cristina Luján, también jugaba al balonmano pero una grave lesión le hizo abandonar el deporte a los 21 años.
Fue internacional también en atletismo, en lanzamiento, y batió el récord europeo juvenil de la época, con 45,04 metros.